# Ducado del Palatinado-Zweibrücken
Palatinado-Zweibrücken (en alemán: Pfalz-Zweibrücken), o el Condado Palatino de Zweibrücken, fue un antiguo Estado del Sacro Imperio Romano Germánico. Su capital era Zweibrücken (en francés: Deux-Ponts). Su casa reinante, una rama de la dinastía Wittelsbach, también fue casa real de Suecia desde 1654 hasta 1720.

## Generalidades
El Palatinado-Zweibrücken fue fundado un como principado independiente en 1444, cuando el Conde Palatino Esteban de Simmern-Zweibrücken dividió su territorio, el Palatinado-Simmern-Zweibrücken, entre sus dos hijos. El hijo menor, Luis I, recibió el Condado de Zweibrücken y el Condado de Veldenz.
Palatinado-Zweibrücken cesó su existencia en 1801, cuando fue anexionado por Francia. Después del Congreso de Viena en 1815, algunas partes del mismo fueron devueltas al último Duque, el rey Maximiliano I José de Baviera, quien las unió a otros antiguos territorios de la margen izquierda del Rin para formar el Rheinkreis (distrito del Rin), posteriormente el Palatinado Renano.

## Orígenes
El principado fue concebido en 1444 y materializado en 1453 por una partición del Condado Palatino de Simmern-Zweibrücken, que había sido creado en 1410 para Esteban, el tercer hijo sobreviviente del Conde Palatino Roberto III. En 1444, Esteban heredó el Condado de Veldenz de su suegro, el Conde Federico III de Veldenz. Esto le permitió dividir sus posesiones entre sus hijos, Federico I y Luis I tras su abdicación en 1453: el hijo mayor, Federico I, recibió el Condado de Sponheim y tomó el título de Conde de Sponheim, también recibiendo la mitad septentrional del Condado Palatino de Simmern-Zweibrücken; el hijo menor, Luis I, recibió el Condado de Veldenz de la herencia de su abuelo y la mitad meridional del Palatinado-Zweibrücken-Simmern, que incluía el antiguo Condado de Zweibrücken, adquirido por el Palatinado en 1385. Entre los títulos de Esteban se hallaban los de Conde Palatino del Rin y Duque de Baviera. Ambos hijos heredaron el derecho de utilizar esos títulos, que es la razón por la cual los nuevos principados de Palatinado-Simmern y Palatinado-Zweibrücken habitualmente eran descritos como Condados Palatinos y, algunas veces, como ducados.

## Extensión

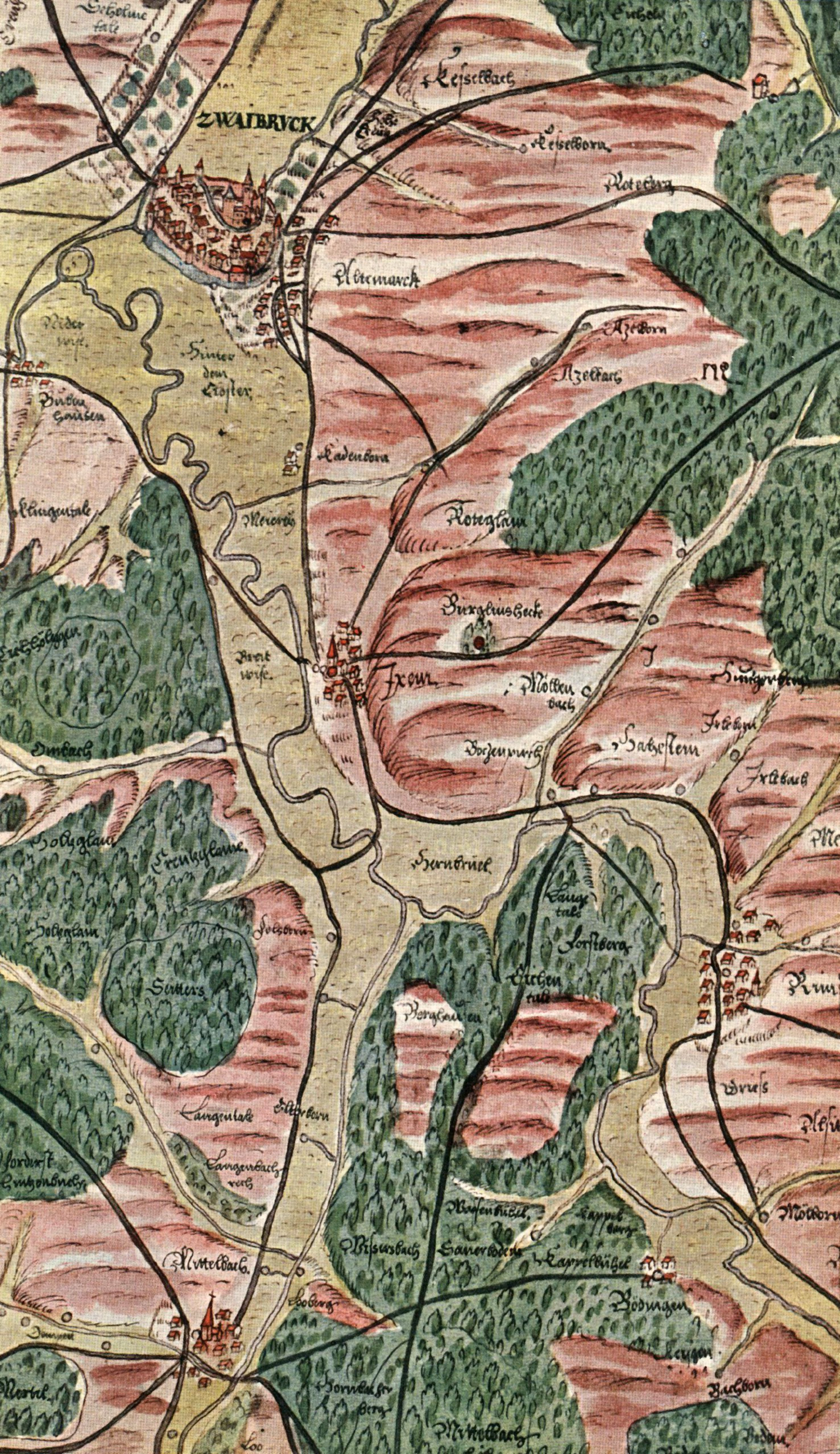
Zweibruecken en un mapa de 1564 por Tilemann Stella.

Cuando fue creado el Palatinado-Zweibrücken en 1444, consistía de los distritos de Armsheim, Landsburg (Obermoschel), Lauterecken, Burg Lichtenberg, Meisenheim y Veldenz del Condado de Veldenz. En 1459, fueron añadidos los distritos del Castillo de Falkenburg (Wilgartswiesen), Guttenberg (Oberotterbach), Haßloch, Kirkel, Lambsheim, Oggersheim (Ludwigshafen am Rhein), Wachenheim, Wegelnburg (Schönau) y Zweibrücken correspondientes al Palatinado-Simmern.

### Territorios sostenidos en 1784[1]
El Amt era un distrito administrativo; el Oberamt era un distrito más grande, subdividido en Unterämter.
- Oberamt Zweibrücken
- Oberamt Homburg (adquirido en 1755 en un intercambio territorial con Nassau-Saarbrücken)
- Oberamt Lichtenberg en Kusel (originalmente parte del Condado de Veldenz)
- Oberamt Meisenheim (originalmente parte del Condado de Veldenz)
- Oberamt Trarbach, incluyendo Imperial Kröv (originalmente parte del Condado de Sponheim)
- Amt Allenbach (originalmente parte del Condado de Sponheim)
- Oberamt Kastellaun, incluyendo el Vogtei de Senheim y 1/3 del bailiazgo de Veltheim y Strümmich (originalmente parte del Condado de Sponheim)
- Oberamt Bergzabern, incluyendo el Vogtei de Kleeburg, Annweiler am Trifels, Wegelnburg
- Amt Nohfelden
- Oberamt Guttenberg (adquirido en 1768 en un intercambio territorial con el Palatinado Electoral)
- Amt Seltz y Hagenbach
- Señorío de Bischwiller

Guttenberg, Seltz y Hagenbach y Bischwiller eran feudos franceses; los otros eran alemanes.

## Historia

### sigloXV
Durante el reinado de Luis I, quien condujo cuatro fracasadas disputas contra su primo el Elector Federico I del Palatinado, se perdieron los distritos de Lambsheim, Wachenheim y Waldböckelheim en favor del Palatinado. El emperador Federico III, quien también estaba en conflicto con el Palatinado Electoral, eligió a Luis I como su mariscal de campo y reconoció al Palatinado-Zweibrücken como un ducado. Luis I estimuló la minería y simplificó la administración del ducado.
Inicialmente, Meisenheim fue la capital. En 1477, el Palatinado Electoral amenazó Meisenheim y la capital tuvo que ser trasladada a Zweibrücken, donde permaneció hasta 1793.

### sigloXVI
Después de la muerte de Luis, el ducado no fue dividido. Su testamento requirió que los duques Alejandro y Gaspar gobernaran conjuntamente al ducado. Sin embargo, Alejandro declaró a su hermano mayor mentalmente enfermo, lo encerró y gobernó el ducado en solitario. Alejandro también hizo la guerra al Palatinado Electoral; sus tropas saquearon el Palatinado durante la Guerra de Sucesión de Landshut. En 1505, cuando la guerra terminó con una decisión imperial, parte del territorio del Palatinado Electoral fue transferido al Palatinado-Zweibrücken. Alejandro concluyó un tratado de herencia con el nuevo Elector Felipe, que mejoró considerablemente las relaciones entre los dos países.
Alejandro y Luis II introdujeron la primogenitura, la regla que aseguraba que la totalidad del principado sería desde entonces heredado por el hijo mayor. Bischweiler fue adquirido en 1542, durante la regencia del Conde Palatino Ruperto de Veldenz. En 1544, se segregó la rama cadete del Palatinado-Veldenz. En 1553, el Condado de Lützelstein (ahora La Petite-Pierre en Alsacia) fue adquirido al Palatinado Electoral. El Conde Palatino Wolfgang disolvió los monasterios en sus territorios, aumentando así sus ingresos, y adquirió el territorio de la Abadía de Disibodenberg. En 1557, heredó el Palatinado-Neoburgo, la mitad del Hinder Condado de Sponheim y la mitad del Señorío de Guttenberg del Palatinado bajo el Tratado de Heidelberg; esto más que dobló su territorio. En 1558, disolvió la Abadía de Hornbach y tomó su territorio y la mitad del Condado de Molsheim. En 1559, se extinguió la línea Electoral y Wolfgang heredó una parte del Condado de Sponheim. Utilizó estas grandes ganancias para dar territorios a cada uno de sus cinco hijos: los independientes Palatinado-Neoburgo y Palatinado-Zweibrücken, que fueron a manos del segundo hijo de Juan I en 1569, y las línas colaterales no soberanas del Palatinado-Sulzbach, Palatinado-Zweibrücken-Vohenstrauss-Parkstein y Palatinado-Birkenfeld.

### sigloXVII
Durante al Guerra de los Treinta Años, el ducado fue ocupado por fuerzas imperiales y el Conde Palatino Juan II de Zweibrücken tuvo que huir a Metz. Su hijo y sucesor Federico volvió en 1645. Cuando Federico murió sin un heredero varón en 1661, fue sucedido por su primo Federico Luis. Durante su reinado, el país fue ocupado por Francia en 1671. Zweibrücken se convirtió en un feudo del Obispado de Metz, que había sido anexionado por Francia. En 1680, Francia por tanto se anexionó Zweibrücken también. En 1681, Federico Luis murió en el exilio, sin descendientes varones.
El Tratado de Ryswick de 1697 devolvió el ducado a su propietario de derecho, quien era un primo una vez descartado de Federico Luis, el Conde Palatino Carlos II del Palatinado-Kleeburg, quien a su vez era rey de Suecia como Carlos XI.

### sigloXVIII

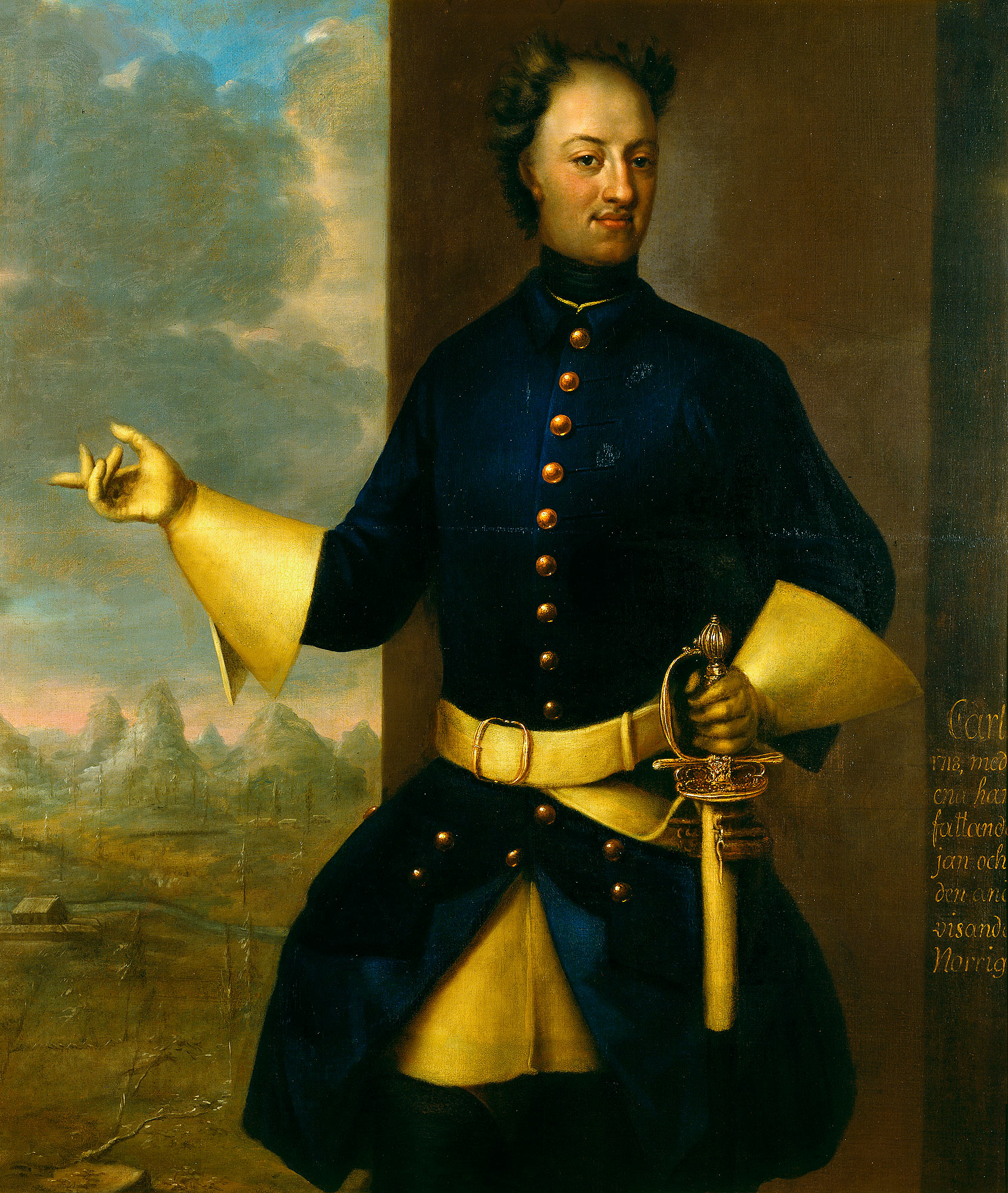
Carlos XII, rey de Suecia (1682-1718).

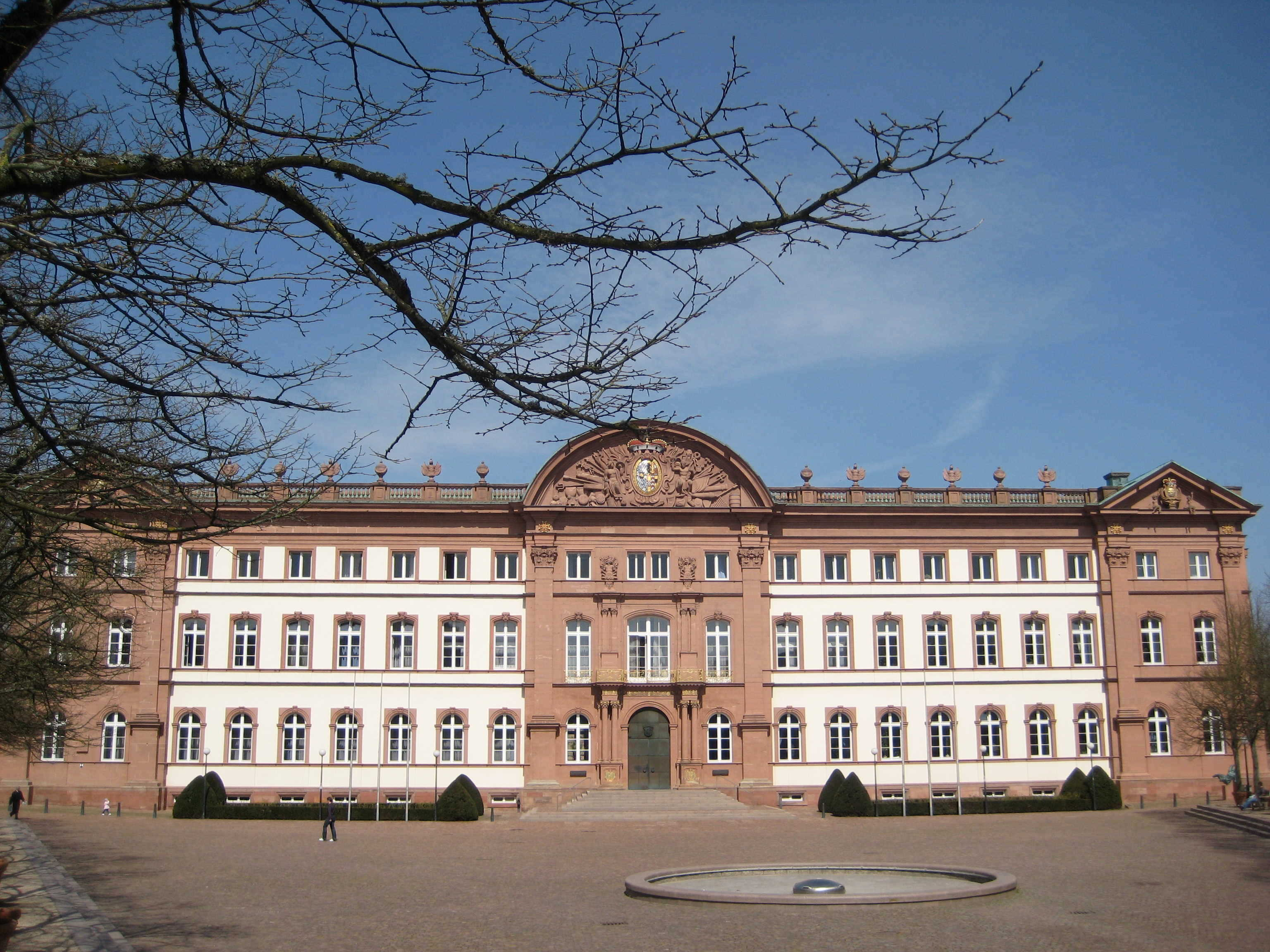
Castillo de Zweibrücken.

La unión personal con Suecia duró hasta la muerte de Carlos XII de Suecia en 1718. Cuando Carlos XII murió sin hijos, la Corona sueca fue heredada por su hermana Ulrica Leonor, mientras que Zweibrücken fue para su primo Gustavo.
Desde 1725 hasta 1778, los condes palatinos residieron en el Palacio de Zweibrücken; después se trasladaron al Castillo de Karlsberg cerca de Homburg, para enfatizar su reclamación como herederos del Ducado de Baviera. Algunos miembros de la familia reinante fueron enterrados en la iglesia del castillo en Meisenheim y posteriormente en la Iglesia de Alejandro en Zweibrücken (gravemente dañada en la Segunda Guerra Mundial).
Gustavo fue el último Conde Palatino de la línea de Kleeburg; cuando murió en 1731 sin ningún heredero varón, el ducado fue confiscado por el Imperio. En 1734, el emperador invistió al Conde Palatino Cristián III de Birkenfeld con Zweibrücken. Birkenfeld había sido segregado de Zweibrücken como línea cadete en 1584. Su hijo Cristián IV se convirtió al catolicismo en 1758.
Durante el reinado de Cristián IV, la fragmentación territorial de la región se redujo mediante intercambios de territorios. Por ejemplo, en 1768, Odernheim y la mitad de Molsheim fueron transferidos al Palatinado Electoral, en intercambio por Neoburgo, el distrito de Hagenbach, el distrito de Selz y la Abadía de Selz. En 1776, el "Hinder" Condado de Sponheim fue dividido entre Zweibrücken y Baden, con Zweibrücken recibiendo Kastellaun, Traben-Trarbach con Starkenburg y Allenbach, y Baden recibiendo Birkenfeld, Frauenburg y Herrstein.
El ducado fue conquistado en 1793 por las tropas de la Francia revolucionaria. El 4 de noviembre de 1797, el territorio ocupado fue incorporado al recientemente formado departamento francés de Mont-Tonnerre, con su capital en Maguncia. La anexión por Francia fue reconocida internacionalmente por el Tratado de Lunéville. En 1799, la extinción de las líneas mayores convirtieron al último Conde Palatino de Zweibrücken, Maximiliano José, en Elector de Baviera, como Maximiliano IV José, así como en Elector Palatino, como Maximiliano II José.

### sigloXIX
En 1806, Maximiliano José se convirtió en rey de Baviera, como Maximiliano I José, y el rol como Príncipe-Elector cesó de existir.
Después del Congreso de Viena, partes del anterior ducado fueron devueltas a la familia Wittelsbach, conjuntamente con partes del anterior Electorado y territorios propiedad de diferentes familias. Maximiliano José entonces combinó todas estas posesiones, formando el "distrito del Rin" (Rheinkreis), posteriormente Pfalz (Palatinado).

## Administración
En el ducado no existía una autoridad que limitara el poder del Duque. Incluso la población urbana eran legalmente siervos, hasta que ese estatus fue derogado por Juan I el 21 de abril de 1571 (aunque la situación en la ciudad de Zweibrücken ya había sido un tanto suavizada mediante decretos de los años 1352 y 1483). Los hombres jóvenes eran requeridos para servir seis años en la milicia.
El más alto cuerpo administrativo era el gabinete; en cuyas reuniones participaba el Duque. El tesoro era responsable de las finanzas, la minería y la industria forestal. No existía una separación entre la judicatura y la administración. La justicia era ejercida por funcionarios con el rango de Schultheiß. El más alto tribunal en el país era el Tribunal de Apelaciones en Zweibrücken; su tradición continúa en la actualidad en el Oberlandesgericht de Zweibrücken. Después de 1774, las apelaciones del tribunal en Zweibrücken al Reichskammergericht ya no fueron posibles. En la parte alsaciana del país, sin embargo, las apelaciones al Consejo soberano de Alsacia en Colmar fueron posible a partir de cerca de 1680. Importantes estatutos eran la Orden de la Corte Judicial de 1605, la Orden del Bajo Tribunal de 1657, y posteriormente el Procedimiento Criminal de 1724, y las Regulaciones de Matrimonio y Custodia. En las regiones donde no era aplicable la legislación estatal, se aplicaba la legislación imperial.
Administrativamente, el país estaba dividido en ocho distritos: Zweibrücken, Homburg, Lichtenberg, Meisenheim, Trarbach, Kastellaun, Bergzabern y Guttenberg.

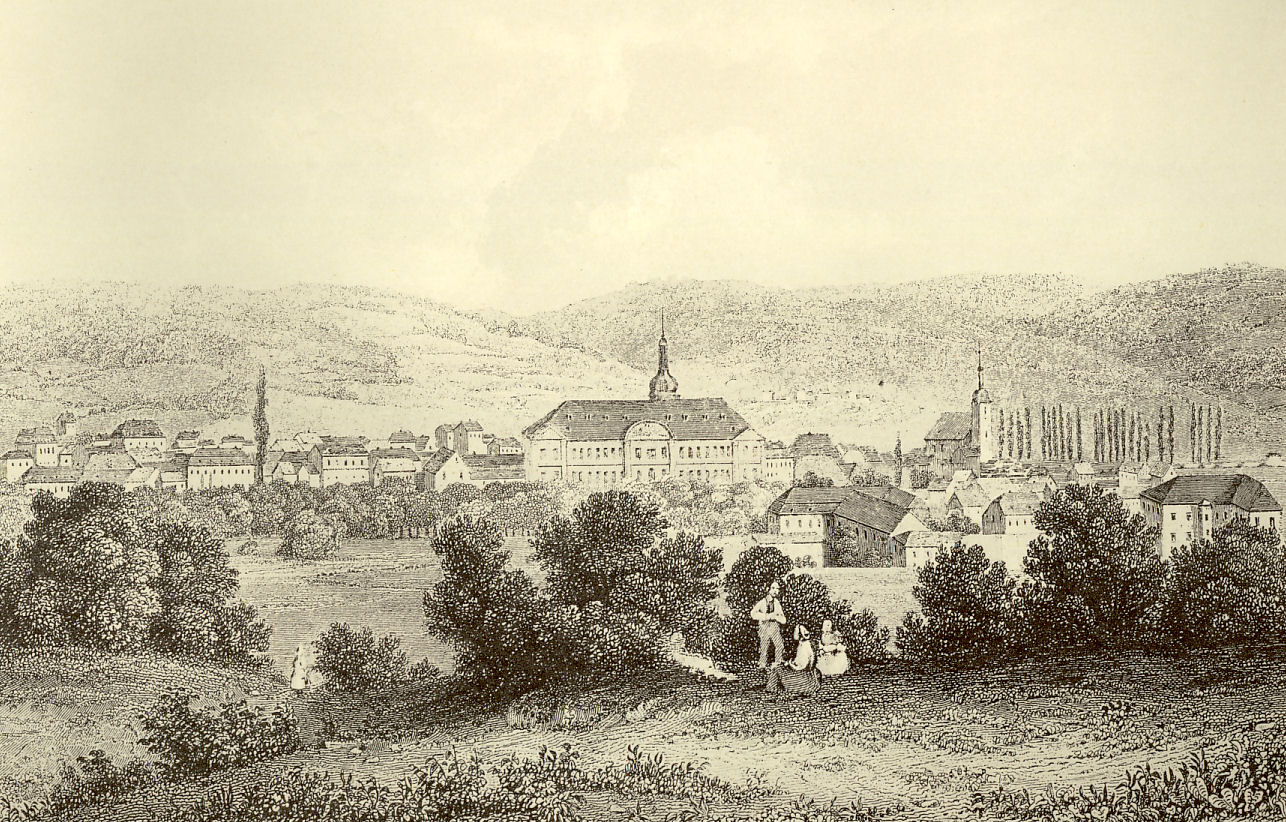
Vista de Zweibrücken; grabado de una pintura por Theodor Verhas.

## Religión e iglesia
En la década de 1520, la Reforma fue introducida en varias ciudades del Palatinado-Zweibrücken, incluyendo la propia Zweibrücken, donde Johann Schwebel era el capellán del duque y último párroco. Schwebel fue también una figura destacada cuando varios pastores del ducado firmaron la hoja de Concordia de Wittenberg y cuando se realizaron los primeros intentos de formar una iglesia territorial uniforme con las dos pequeñas órdenes eclesiásticas de 1533 y 1539. El regente en ese tiempo era el Conde Palatino Ruperto de Veldenz, quien gobernó en nombre de su sobrino Wolfgang, quien todavía era menor de edad. Teológicamente, Schwebel siguió el ejemplo de Martin Bucer en Estrasburgo. Después de la muerte de Schwebel en 1540, Wolfgang tomó el control en 1544. Mientras que el canciller Ulrich Sitzinger y la extensa Orden eclesiástica de 1557 eran influenciados por Philipp Melanchthon, Wolfgang más tarde adoptó una política gnesioluterana más estricta.
Después de la muerte de Wolfgang, su hijo Juan I se unió a la confesión Reformada en 1588. En dies decretorius de 1624, Zweibrücken todavía estaba regido por un príncipe protestante, así que bajo la norma del Cuius regio, eius religio de la Paz de Westfalia (1648), esta se convirtió en la religión establecida. En el periodo de las Cámaras de Reunión francesas (1680-1697), se permitieron de nuevo las iglesias católicas y en 1697, bajo la administración sueca después del Tratado de Ryswick, también fueron restablecidas las congregaciones luteranas.
Administrativamente, la Iglesia Reformada era organizada similarmente a las autoridades seculares: cada distrito secular correspondía a un distrito eclesiástico encabezado por un superintendente o un inspector. Los sacerdotes eran funcionarios del estado y eran regularmente visitados por una comisión consistente de un superintendente de distrito, el bailío secular y un representante de la administración central en Zweibrücken. No existía un obispo o presidente de iglesia, aunque el superintendente de Zweibrücken tenía una posición más prominente que sus colegas. Las iglesias parroquiales de los distritos individuales se convocaban regularmente; en ocasiones todo el clero del ducado era convocado a un sínodo nacional. No existía un consejo nacional de iglesia institucionalizado; inicialmente esta función era ejercida por un gabinete secular colegial, asistido por el superintendente de Zweibrücken. En el siglo XVIII, sin embargo, fue creado un consejo nacional de iglesia; sus miembros eran consejeros seculares.
Desde el principio, el laicado jugaba un rol especial en la iglesia de Zweibrücken. La Reforma revivió el antiguo puesto del anciano, un hombre laico elegido por la comunidad, quien supervisaría el estilo de vida de la congregación, el pastor, los fondos y las propiedades de la parroquia.

## Escudo de armas

Escudo de armas del Palatinado-Zweibrücken en 1720.

Alrededor de 1720, el Palatinado-Zweibrücken añadió los símbolos de los Ducados Unidos de Jülich-Cléveris-Berg a su escudo de armas. Estaba partido en palo. En la parte diestra estaba cuarteado, en el primero y el cuarto cuartel el león palatino, en el segundo y tercero el patrón de "losanges articulados" de Baviera, y sobre todo un escudo de plata con león azul coronado por la propia Zweibrücken. En la parte siniestra existía un cuarteado de seis (en dos filas de tres), combinando el león de Jülich, el carbúnculo de Cléveris, el león de Berg, la franja ajedrezada en rojo y plata de Mark, el triple chebrón de Ravensberg y la barra de Moers.

## Duques del Palatinado-Zweibrücken

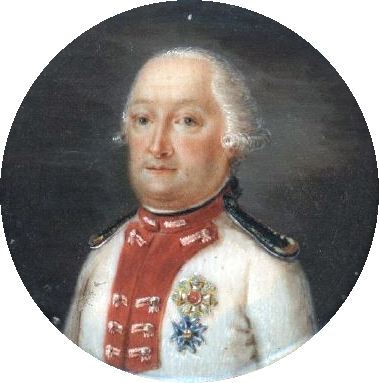
Carlos II Augusto (1775-1795).

### Dinastía  Wittelsbach
- 1410-1459 : Esteban del Palatinado-Simmern-Zweibrücken.

#### Palatinado-Zweibrücken
- 1459-1489 : Luis I de Zweibrücken   (Ludwig I.) llamado el Negro (der Schwarze), primer duque del Palatinado-Zweibrücken.
- 1489-1490 : Gaspar de Zweibrücken (Kaspar).
- 1489-1514 : Alejandro de Zweibrücken, Alejandro el Cojo (Alexander der Hinkende).
- 1514-1532 : Luis II de Zweibrücken (Ludwig II.) llamado el Joven (der Jüngere).
- 1532-1569 : Wolfgang de Zweibrücken (Wolfgang).
- 1569-1604 : Juan I de Zweibrücken,  el Cojo (Johann I. der Hinkende).
- 1604-1635 : Juan II de Zweibrücken (Johann II.) llamado el Joven (der Jüngere).
- 1635-1661 : Federico de Zweibrücken o Federico I (Friedrich).
- 1661-1681 : Federico Luis de Zweibrücken o Federico II Luis (Friedrich Ludwig). Ocupado por Francia en 1671.

#### Palatinado-Zweibrücken-Kleeburg
- 1681-1697 : Carlos I (Karl I.), en unión personal, también rey de Suecia como Carlos XI. Ocupado por Francia.
- 1697-1718 : Carlos II (Karl II.), en unión personal, también rey de Suecia como Carlos XII.
- 1718-1731 : Gustavo de Zweibrücken (Gustav).
- 1731-1733 : Interregno

#### Palatinado-Birkenfeld-Bischweiler
- 1734-1735 : Cristián III (Christian III.).
- 1735-1775 : Cristián IV (Christian IV.).
- 1775-1795 : Carlos II Augusto (Karl II. August) (de facto solo hasta 1793).
- 1795-1825 : Maximiliano I de Baviera (Maximilian Joseph) (de facto sólo a partir de 1814).